# Зосима Монах
Свети Зосима је хришћански светитељ, пореклом из малоазијске области Киликије.
Живео је у пустињи. Када је ухваћен од римског кнеза Дометијана, он је изјавио да је Исус Христос истинити Бог. Због те изјаве је мучен. У хршћанској традицији се помиње да су му мучитељи усијаним гвожђем бушили уши, бацили га у казан пун узаврелог блата и потом га наглавачке обесили, али да је Зосим чудом остао неповређен. Хришћани такође верују да је у том тренутку наишао лав који је људским гласом говорио о Божанству Христовом. Ти догађаји су преобратили у хришћанство Атанасија Коментарисија — заповедника тамничке страже, тако да су мучитељи пустили Зосиму на слободу. Он је заједно са Атанасијем Коментарисијем отишао назад у пустињу где су заједно живели. Тамо је Атанасија упознао са хришћанством и потом га крстио. У хришћанској традицији се помиње да се нека стена на необичан начин расцепила и да су Зосима и Атанасије ушли у стену и тако преминули.
Православна црква га, заједно са Атанасијем Коментарисијем слави 4. јануара по јулијанском календару, а 17. јануара по грегоријанском календару.